# Ebergeruch
Ebergeruch ist der Geruch männlicher Schweine im Alter ab fünf Monaten. Konsumenten nehmen ihn vor allem bei der Erhitzung des Eberfleisches unterschiedlich stark unangenehm wahr.

## Entstehung von Ebergeruch
| Strukturformeln der Verbindungen, die für Ebergeruch verantwortlich sind |
| ------------------------------------------------------------------------ |
| Androstenon – ein Sexuallockstoff mit schweißähnlichem Geruch            |
| Skatol – ein fäkalartig riechender Stoff                                 |

Mit Erreichen der Geschlechtsreife werden die beiden Hauptkomponenten für den Eberfleischgeruch, Androstenon (ein Metabolit von Testosteron) und Skatol, vermehrt im Hodengewebe  erzeugt, im Fettgewebe eingelagert und mit dem Speichel des Ebers ausgeschieden. Androstenon wirkt beim Eber als Sexuallockstoff und löst die Rausche der Sau aus. Die verstärkte Freisetzung von Testosteron wird ihrerseits durch die übergeordneten Botenstoffe im Hypothalamus und in der Hypophyse getriggert. In der Pubertät steigert der Hypothalamus die Produktion und Freisetzung des Botenstoffs GnRH; GnRH stimuliert in der Hypophyse die Produktion des LH. Schließlich stimuliert LH in den Hoden die Produktion von Testosteron und dessen Metaboliten Androstenon. Bei der Kastration kommt es zur irreversiblen Unterbindung sämtlicher Wirkungen von Testosteron.
Skatol entsteht durch bakteriellen Abbau von Eiweißbestandteilen im Darm. Unter Androstenon wird die Skatolwirkung verstärkt. Hohe Androstenonwerte führen zu hohen Skatolwerten.

## Bedeutung
Beim Erhitzen von Fleisch geschlechtsreifer Eber kann Ebergeruch auftreten, der von den meisten Verbrauchern als unangenehm empfunden wird.
Etwa 30 % der Testpersonen beschreiben den Geruch von Androstenon als unangenehm und urinartig. Da nur ein Teil der Menschen den Geruch von Androstenon wahrnehmen kann, ist die Bedeutung von Skatol als Fehlaroma im Fleisch größer.
Ein einziger Eber liefert Frischfleisch für etwa 100 Haushalte. Ein geruchsbelasteter Eber kann also für viele Menschen eine äußerst unangenehme Erfahrung beim Verzehr erzeugen. Laut Lebensmittelrecht ist Fleisch als genussuntauglich zu deklarieren, wenn es einen ausgeprägten Geschlechtsgeruch aufweist.

## Erkennung von Ebergeruch im Schlachtbetrieb
Laboranalyse und Geruchswahrnehmung von Testpersonen korrelieren nicht, die Wahrnehmung von Ebergeruch durch den Menschen ist individuell unterschiedlich. Empfindliche Personen beschreiben den Geruch von Androstenon als schweiß- bis urinartig. Nahezu alle Testpersonen charakterisieren den Geruch von Skatol als unangenehm und fäkalienartig. Der Anteil von geruchsauffälligen Tieren schwankt je nach Untersuchungsart und Untersucher stark. In den Schlachtbetrieben ist die Nase des Fleischprüfers die sicherste Methode, geruchsbelastetes Schweinefleisch zu erkennen und auszusortieren.

## Wirksame Methoden zur Verhinderung von Ebergeruch
Aktuell ist die für das Tier schmerzhafte Ferkelkastration die in Deutschland am häufigsten verwendete Methode. Kastrierte Eber bezeichnet man als Borg. Ursprünglich sollte das novellierte Tierschutzgesetz ab dem 1. Januar 2019 die Ferkelkastration ohne Betäubung und Schmerzmittel verbieten, allerdings wurde die Frist aufgrund mangelnder praktikabler Verfahren bis 2021 verlängert. Laut Bundesministerium für Ernährung und Landwirtschaft sind dann noch drei Optionen erlaubt:
- Kastration in der ersten Lebenswoche mit Betäubung und Schmerzausschaltung
- Ebermast (ohne Impfung)
- Immunokastration[10]